# Coos-Sprachen

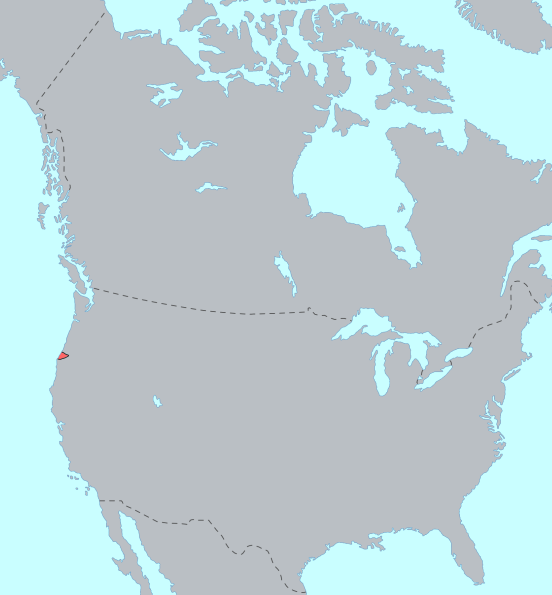
Verbreitung der Coos-Sprachen

Zur Sprachfamilie der Coos-Sprachen werden zwei indigene amerikanische Sprachen gezählt, die hauptsächlich im US-Bundesstaat Oregon vorkamen, aber beide ausgestorben sind: Hanis und Miluk (Lower Coquille).

### Hanis
- Frachtenberg, Leo J. (1913). Coos texts. California University contributions to anthropology (Vol. 1). New York: Columbia University Press. (Reprinted 1969 New York: AMS Press).
- Frachtenberg, Leo J. (1922). Coos: An illustrative sketch. In Handbook of American Indian languages (Vol. 2, pp. 297–299, 305). Bulletin, 40, pt. 2. Washington:Government Print Office (Smithsonian Institution, Bureau of American Ethnology).
- Grant, Anthony. (1996). John Milhau's 1856 Hanis vocabularies: Coos dialectology and philology. In V. Golla (Ed.), Proceedings of the Hokan-Penutian workshop: University of Oregon, Eugene, July 1994 and University of New Mexico, Albuquerque, July 1995. Survey of California and other Indian languages (No. 9). Berkeley, CA: Survey of California and Other Languages.

### Miluk
- Dorsey, James Owen. (1885). On the comparative phonology of four Siouan languages. In Annual reports of the Board of Regents for the year 1883, Smithsonian Institution (No. 3, pp. 919–929). Washington, D. C.: United States Government Printing Office (Bureau of American Ethnology).
- Jacobs, Melville. (1939). Coos narrative and ethnologic texts. University of Washington publications in anthropology (Vol. 8, No. 1). Seattle, WA: University of Washington.
- Jacobs, Melville. (1940). Coos myth texts. University of Washington publications in anthropology (Vol. 8, No. 2). Seattle, WA: University of Washington.